# هوارد إي. كوفين
هوارد إي. كوفين (بالإنجليزية: Howard E. Coffin)‏ هو مهندس أمريكي، ولد في 6 سبتمبر 1873 في وست ميلتون في الولايات المتحدة، وتوفي في 21 نوفمبر 1937 في سانت سيمونز ‏ في الولايات المتحدة.